# Залузианския
Залузианския (лат. Zaluzianskya) — род двудольных цветковых растений, включённый в семейство Норичниковые (Scrophulariaceae).

## Название
Название Zaluzianskya было дано роду растений немецким ботаником Францем Вилибальдом Шмидтом в 1793 году. Оно происходит от фамилии чешского естествоиспытателя и врача Адама Залужанского (1558—1613). В его честь ранее был назван род Zaluzianskia Neck., 1775 (синоним Marsilea L., 1753), однако это название с 1978 года считается отвергнутым (nom. rej.).

## Ботаническое описание
Залузианскии — многолетние и однолетние травянистые растения, обычно с опушёнными надземными частями. Листья расположены на стебле или в прикорневой розетке, в нижней части супротивные, выше — часто очерёдные, различной формы, с зубчатым или цельным краем.
Цветки на коротких цветоножках, раскрывающиеся ночью или днём. Чашечка разделена на 5 долей, двугубая. Венчик двугубый, с длинной почти цилиндрической трубкой, разнообразно окрашенный. В каждом цветке имеются 2 или 4 тычинки. Завязь эллиптическая.
Плод — коробочка, раскрывающаяся при созревании на две створки. Число хромосом 2n = 12.

## Ареал
Все виды рода в природе произрастают в южной части Африки, некоторые заходят на север в Зимбабве.

## Таксономия
|  |                                      |  |                                                         |                                                         |                        |  | ещё 22 семейства (согласно Системе APG III) |                    |                    |             |
|  |                                      |  |                                                         |                                                         |                        |  |                                             |                    |                    | от 35 видов |
|  |                                      |  |                                                         | порядок Ясноткоцветные                                  |                        |  |                                             |                    | род Залузианския   |             |
|  |                                      |  |                                                         | порядок Ясноткоцветные                                  |                        |  |                                             |                    | род Залузианския   |             |
|  | отдел Цветковые, или Покрытосеменные |  |                                                         |                                                         | семейство Норичниковые |  |                                             |                    |                    |             |
|  | отдел Цветковые, или Покрытосеменные |  |                                                         |                                                         |                        |  |                                             |                    |                    |             |
|  |                                      |  | ещё 58 порядков цветковых растений (по Системе APG III) | ещё 58 порядков цветковых растений (по Системе APG III) |                        |  |                                             | ещё более 85 родов | ещё более 85 родов |             |
|  |                                      |  |                                                         | ещё 58 порядков цветковых растений (по Системе APG III) |                        |  |                                             |                    | ещё более 85 родов |             |

### Синонимы
- Nycterinia D.Don, 1834

### Виды
- Zaluzianskya acrobareia Hilliard, 1990
- Zaluzianskya acutiloba Hilliard, 1990
- Zaluzianskya affinis Hilliard, 1990 — Залузианския родственная
- Zaluzianskya africana Hiern, 1904
- Zaluzianskya angustifolia Hilliard & B.L.Burtt, 1983
- Zaluzianskya bella Hilliard, 1990
- Zaluzianskya benthamiana Walp., 1843
- Zaluzianskya capensis Walp., 1843 — Залузианския капская
- Zaluzianskya chrysops Hilliard & B.L.Burtt, 1983
- Zaluzianskya cohabitans Hilliard, 1990
- Zaluzianskya crocea Schltr., 1897
- Zaluzianskya distans Hiern, 1904
- Zaluzianskya divaricata (Thunb.) Walp., 1843 — Залузианския распростёртая
- Zaluzianskya elgonensis Hedberg, 1970
- Zaluzianskya elongata Hilliard & B.L.Burtt, 1983
- Zaluzianskya gilioides Schltr., 1899
- Zaluzianskya glandulosa Hilliard, 1990
- Zaluzianskya glareosa Hilliard & B.L.Burtt, 1983
- Zaluzianskya gracilis Hilliard, 1990
- Zaluzianskya isanthera Hilliard, 1990
- Zaluzianskya kareebergensis Hilliard, 1990
- Zaluzianskya karrooica Hilliard, 1990
- Zaluzianskya lanigera Hilliard, 1990
- Zaluzianskya maritima Walp., 1843
- Zaluzianskya marlothii Hilliard, 1990
- Zaluzianskya microsiphon (Kuntze) K.Schum., 1900
- Zaluzianskya minima (Hiern) Hilliard, 1990
- Zaluzianskya mirabilis Hilliard, 1990
- Zaluzianskya muirii Hilliard & B.L.Burtt, 1983
- Zaluzianskya oreophila Hilliard & B.L.Burtt, 1983
- Zaluzianskya ovata Walp., 1843 — Залузианския овальная
- Zaluzianskya pachyrrhiza Hilliard & B.L.Burtt, 1983
- Zaluzianskya parviflora Hilliard, 1990
- Zaluzianskya peduncularis (Benth.) Walp., 1843
- Zaluzianskya pilosa Hilliard & B.L.Burtt, 1983
- Zaluzianskya pilosissima Hilliard, 1990
- Zaluzianskya pulvinata Killick, 1961
- Zaluzianskya pumila (Benth.) Walp., 1843
- Zaluzianskya pusilla (Benth.) Walp., 1843
- Zaluzianskya rubrostellata Hilliard & B.L.Burtt, 1979
- Zaluzianskya sanorum Hilliard, 1990
- Zaluzianskya schmitziae Hilliard & B.L.Burtt, 1983
- Zaluzianskya spathacea Walp., 1843
- Zaluzianskya sutherlandica Hilliard, 1990
- Zaluzianskya synaptica Hilliard, 1990
- Zaluzianskya tropicalis Hilliard, 1990
- Zaluzianskya turritella Hilliard & B.L.Burtt, 1979
- Zaluzianskya vallispiscis Hilliard, 1990
- Zaluzianskya venusta Hilliard, 1990
- Zaluzianskya villosa F.W.Schmidt, 1793 — Залузианския мохнатая